# Кулкарни, Венкатеш
Венкатеш Кулкарни (англ. Venkatesh Kulkarni; 1945, Хайдарабад, Британская Индия — 3 мая 1998, Хьюстон, штат Техас, США) — американский писатель индийского происхождения, писавший на английском языке, лауреат Американской книжной премии.

## Биография
Венкатеш Кулкарни родился в Хайдарабаде в 1945 году. Экстерном окончил школу и пытался поступить в медицинскую школу, но приёмная комиссия отказала ему из-за слишком юного возраста. Тогда он поступил в университет Османия, который окончил со степенью магистра. Получил звание профессора. Продолжил образование в Московском, Кембриджском, Гейдельбергском и Тулейнском университетах и Сорбонне. Став сотрудником Ротари Интернешнл, переехал в США. По предложению чиновника из кабинета США получил гражданство этой страны.
Его первый роман «Обнаженные в Декане» (1983) в 1984 году получил Американскую книжную премию, учреждённую Доколумбовским фондом и был включен в число десяти крупнейших романов десятилетия по мнению критиков из «Чикаго Трибьюн». Сюжет романа разворачивается в феодальной кастовой системе в Декане, регионе на юге современной Индии. В книге нет ни героев, ни злодеев. Описаны обыкновенные люди со своими страстями  и слабостями, лишь некоторые из персонажей находят в себе внутренние силы противостоять злу.
В течение последних двенадцати лет своей жизни Вентакеш Кулкарни преподавал писательское дело в университете Райса в Хьюстоне. В 1997 году ему был поставлен диагноз лейкемии. Несмотря на длительное лечение в Онкологическом центре Анднерсона в Хьюстоне, он умер 3 мая 1998 года. Писатель был женат. По себе он оставил вдову Маргарет с четырьмя детьми — сыновьями Шри, Сайласом и Крисом и дочерью Марго, а также два не законченных романа «Аллах бахш —человек съеденный богом» и «Современный американский Аполлон».
Учениками Вентакеша Кулкарни были Кэти Аппельт, Марджори Мейер Аршт, Кристина Кэрролл, Линда Джейкобс, Стэн Маршалл, Билли Лоран Мур и Мадлен Максин Уэстбрук. Его именем была названа премия университета Райса.